# Episodi di Blue Heelers - Poliziotti con il cuore (sesta stagione)
La sesta stagione della serie televisiva Blue Heelers - Poliziotti con il cuore è stata trasmessa in anteprima in Australia da Seven Network tra il 10 febbraio 1999 e il 24 novembre 1999.
| nº | Titolo originale                | Titolo italiano | Prima TV Australia | Prima TV Italia |
| -- | ------------------------------- | --------------- | ------------------ | --------------- |
| 1  | Dancing with the Devil (Part 1) |                 | 10 febbraio 1999   |                 |
| 2  | Dancing with the Devil (Part 2) |                 | 17 febbraio 1999   |                 |
| 3  | Winning at All Costs            |                 | 24 febbraio 1999   |                 |
| 4  | Love Is the Drug                |                 | 3 marzo 1999       |                 |
| 5  | An Eye for an Eye               |                 | 10 marzo 1999      |                 |
| 6  | Wishful Thinking                |                 | 17 marzo 1999      |                 |
| 7  | Pillow Talk                     |                 | 24 marzo 1999      |                 |
| 8  | The Good Weed                   |                 | 31 marzo 1999      |                 |
| 9  | By the Book                     |                 | 7 aprile 1999      |                 |
| 10 | Dirty Money                     |                 | 14 aprile 1999     |                 |
| 11 | Married to the Job              |                 | 21 aprile 1999     |                 |
| 12 | Web of Lies                     |                 | 28 aprile 1999     |                 |
| 13 | End of the Road                 |                 | 5 maggio 1999      |                 |
| 14 | Lies and Whispers               |                 | 12 maggio 1999     |                 |
| 15 | Jack of Hearts                  |                 | 19 maggio 1999     |                 |
| 16 | The Grace of God                |                 | 26 maggio 1999     |                 |
| 17 | The Stag                        |                 | 2 giugno 1999      |                 |
| 18 | The Good Life                   |                 | 9 giugno 1999      |                 |
| 19 | Perfect Match                   |                 | 16 giugno 1999     |                 |
| 20 | Oil and Water                   |                 | 23 giugno 1999     |                 |
| 21 | Smoke Gets in Your Eyes         |                 | 30 giugno 1999     |                 |
| 22 | King of the Kids                |                 | 7 luglio 1999      |                 |
| 23 | The Full Circle                 |                 | 14 luglio 1999     |                 |
| 24 | Behind the Badge                |                 | 21 luglio 1999     |                 |
| 25 | The Angel Cruise                |                 | 28 luglio 1999     |                 |
| 26 | Downsizing                      |                 | 4 agosto 1999      |                 |
| 27 | The Deepest Cut                 |                 | 11 agosto 1999     |                 |
| 28 | Hello Goodbye                   |                 | 18 agosto 1999     |                 |
| 29 | Whip Crack Away                 |                 | 25 agosto 1999     |                 |
| 30 | The Price of Silence            |                 | 1º settembre 1999  |                 |
| 31 | Without Judgement               |                 | 8 settembre 1999   |                 |
| 32 | Smoke Without Fire              |                 | 15 settembre 1999  |                 |
| 33 | Starry Starry Night             |                 | 22 settembre 1999  |                 |
| 34 | Paradise Lost                   |                 | 29 settembre 1999  |                 |
| 35 | The Game                        |                 | 6 ottobre 1999     |                 |
| 36 | Miracle at Rabbit Creek         |                 | 13 ottobre 1999    |                 |
| 37 | Second Chance                   |                 | 20 ottobre 1999    |                 |
| 38 | The Price of Friendship         |                 | 27 ottobre 1999    |                 |
| 39 | Under Fire                      |                 | 3 novembre 1999    |                 |
| 40 | Fifty-Fifty                     |                 | 10 novembre 1999   |                 |
| 41 | Kids                            |                 | 17 novembre 1999   |                 |
| 42 | Be Prepared                     |                 | 24 novembre 1999   |                 |